# Danh từ khoa học
Danh từ khoa học (Hán Việt: 科 學 叢 書 – Khoa học tùng thư, tiếng Pháp: Vocabulaire Scientifique) là một cuốn sách về các danh từ khoa học Pháp – Việt dùng cho các ngành Toán, Lý, Hóa, Cơ và Thiên văn do Giáo sư Hoàng Xuân Hãn biên soạn, xuất bản năm 1942.
Đây không phải là một cuốn tự điển chuyên ngành vì như tác giả đã nói trong lời nói đầu của lần tái bản thứ 2 (1948): "Quyển sách này không phải là Tự điển vì không có định nghĩa. Quyển sách này cũng không phải là sách dịch tiếng Pháp vì muốn dịch, trước hết phải có tiếng tương đương ở Pháp ngữ và Việt ngữ. Quyển sách này chỉ là một tập Danh từ của những ý Khoa học. Những ý ấy lấy Pháp ngữ làm gốc..."
Trong sách, ngoài gần 6.000 danh từ khoa học, tác giả dành hẳn một phần "Lời dẫn" để bàn về đặc điểm của danh từ khoa học và nêu lên 8 yêu cầu khi đặt một danh từ khoa học mới, chưa có trong tiếng Việt. Đồng thời, tác giả còn nêu lên các phương pháp để đặt danh từ khoa học, có tham khảo đến cách làm của các nước lân cận như Trung Quốc, Nhật... và cách mà tác giả đã sử dụng để tạo ra các danh từ khoa học trong chính cuốn sách này.